# Stegodyphus lineatus
Stegodyphus lineatus är en spindelart som först beskrevs av Pierre André Latreille 1817.  Stegodyphus lineatus ingår i släktet Stegodyphus och familjen sammetsspindlar. Inga underarter finns listade i Catalogue of Life. När äggen kläcks äter ungarna upp modern.